# Леушинка (река)
Леушинка — река в Ханты-Мансийском АО России. Впадает в озеро Леушинский Туман. Длина реки составляет 35 км.

## Притоки
- Олупья (пр)
- Ленгушья (лв)
- Ахтымья (лв)
- 35 км: Большая Леушинка (пр)
- 35 км: Малая Леушинка (лв)

## Данные водного реестра
По данным государственного водного реестра России относится к Иртышскому бассейновому округу, водохозяйственный участок реки — Конда, речной подбассейн реки — Конда. Речной бассейн реки — Иртыш.